# Parafia Najświętszej Maryi Panny Królowej Polski w Farynach
Parafia Najświętszej Maryi Panny Królowej Polski w Farynach – parafia rzymskokatolicka znajdująca się w archidiecezji warmińskiej, w dekanacie Rozogi.